# 폰니
폰니(Fonni, 사르데냐어: Fonne)는 이탈리아 누오로도 사르데냐에 있는 도시이자 코무네이다.
사르데냐에서 가장 높은 도시이며, 일부 밤나무 숲과 함께 아름다운 풍경 속에 위치하고 있다. 폰니는 몬테 스파다와 브룬쿠 스피나로 가는 스키 리프트가 있는 겨울 스포츠 센터이다.

## 어원
"폰니(-e)"라는 용어는 아마도 "분수" 또는 "원천의 신"을 의미하는 라틴어 fons에서 유래했을 것이다. 실제로 이 마을에는 수많은 샘물 분수대가 있다.

## 기후
| 폰니 (1961–1990년 평균)의 기후 | 폰니 (1961–1990년 평균)의 기후 | 폰니 (1961–1990년 평균)의 기후 | 폰니 (1961–1990년 평균)의 기후 | 폰니 (1961–1990년 평균)의 기후 | 폰니 (1961–1990년 평균)의 기후 | 폰니 (1961–1990년 평균)의 기후 | 폰니 (1961–1990년 평균)의 기후 | 폰니 (1961–1990년 평균)의 기후 | 폰니 (1961–1990년 평균)의 기후 | 폰니 (1961–1990년 평균)의 기후 | 폰니 (1961–1990년 평균)의 기후 | 폰니 (1961–1990년 평균)의 기후 | 폰니 (1961–1990년 평균)의 기후 |
| 월                             | 1월                            | 2월                            | 3월                            | 4월                            | 5월                            | 6월                            | 7월                            | 8월                            | 9월                            | 10월                           | 11월                           | 12월                           | 연간                           |
| ------------------------------ | ------------------------------ | ------------------------------ | ------------------------------ | ------------------------------ | ------------------------------ | ------------------------------ | ------------------------------ | ------------------------------ | ------------------------------ | ------------------------------ | ------------------------------ | ------------------------------ | ------------------------------ |
| 일평균 최고 기온 °C (°F)       | 6.6 (43.9)                     | 6.9 (44.4)                     | 8.9 (48.0)                     | 11.5 (52.7)                    | 16.3 (61.3)                    | 21.2 (70.2)                    | 25.8 (78.4)                    | 25.5 (77.9)                    | 21.7 (71.1)                    | 16.4 (61.5)                    | 10.9 (51.6)                    | 8.1 (46.6)                     | 15.0 (59.0)                    |
| 일평균 최저 기온 °C (°F)       | 1.5 (34.7)                     | 1.2 (34.2)                     | 2.5 (36.5)                     | 4.6 (40.3)                     | 8.5 (47.3)                     | 12.6 (54.7)                    | 16.4 (61.5)                    | 16.3 (61.3)                    | 13.7 (56.7)                    | 9.7 (49.5)                     | 5.4 (41.7)                     | 2.8 (37.0)                     | 7.9 (46.2)                     |
| 평균 강수량 mm (인치)          | 101.6 (4.00)                   | 93.2 (3.67)                    | 76.9 (3.03)                    | 81.1 (3.19)                    | 60.7 (2.39)                    | 31.4 (1.24)                    | 13.2 (0.52)                    | 15.6 (0.61)                    | 48.8 (1.92)                    | 81.1 (3.19)                    | 97.0 (3.82)                    | 100.1 (3.94)                   | 800.7 (31.52)                  |
| 평균 강수일수 (≥ 1.0 mm)       | 9.9                            | 10.0                           | 9.4                            | 10.5                           | 7.4                            | 4.2                            | 1.6                            | 2.4                            | 4.8                            | 8.8                            | 9.7                            | 9.9                            | 88.6                           |
| 평균 상대 습도 (%)             | 86                             | 88                             | 83                             | 81                             | 81                             | 77                             | 64                             | 69                             | 75                             | 82                             | 88                             | 86                             | 80                             |
| 출처: NOAA                     |                                |                                |                                |                                |                                |                                |                                |                                |                                |                                |                                |                                |                                |

## 문화
지역 복장은 매우 그림 같고, 수호성인인 세례자 요한의 날에 잘 볼 수 있다. 남성 복장은 일반적으로 그 지역에서 입는 것과 유사하며, 리넨 바지는 길고 검은 각반을 착용한다. 여성들은 흰색 셰미즈를 입고, 그 위에 매우 작은 코르셋을 입고, 그 위에 파란색과 검은색 벨벳 안감을 덧댄 빨간색 재킷을 입는다. 치마는 위는 갈색, 아래는 빨간색이며, 두 색깔 사이에 파란색 띠가 있고, 아코디언 주름으로 되어 있다. 종종 두 개의 동일한 치마를 겹쳐 입는다. 미혼 여성은 흰색 스카프를 착용하고, 기혼 여성은 검은색 스카프를 착용한다.

## 동네
폰니의 동네는 "리오니"라고 불리는데, 이 중 가장 오래된 곳은 "수 피지우(su piggiu)" 또는 "피크(the peak)"라고 불리며, 아마도 이 마을의 가장 높고 첫 번째 층이라는 사실에서 유래했을 것이다. 다른 곳으로는 남쪽의 푸푸아이(puppuai)와 크레시에다(cresiedda), 동쪽의 로고차(logotza) 등이 있다.

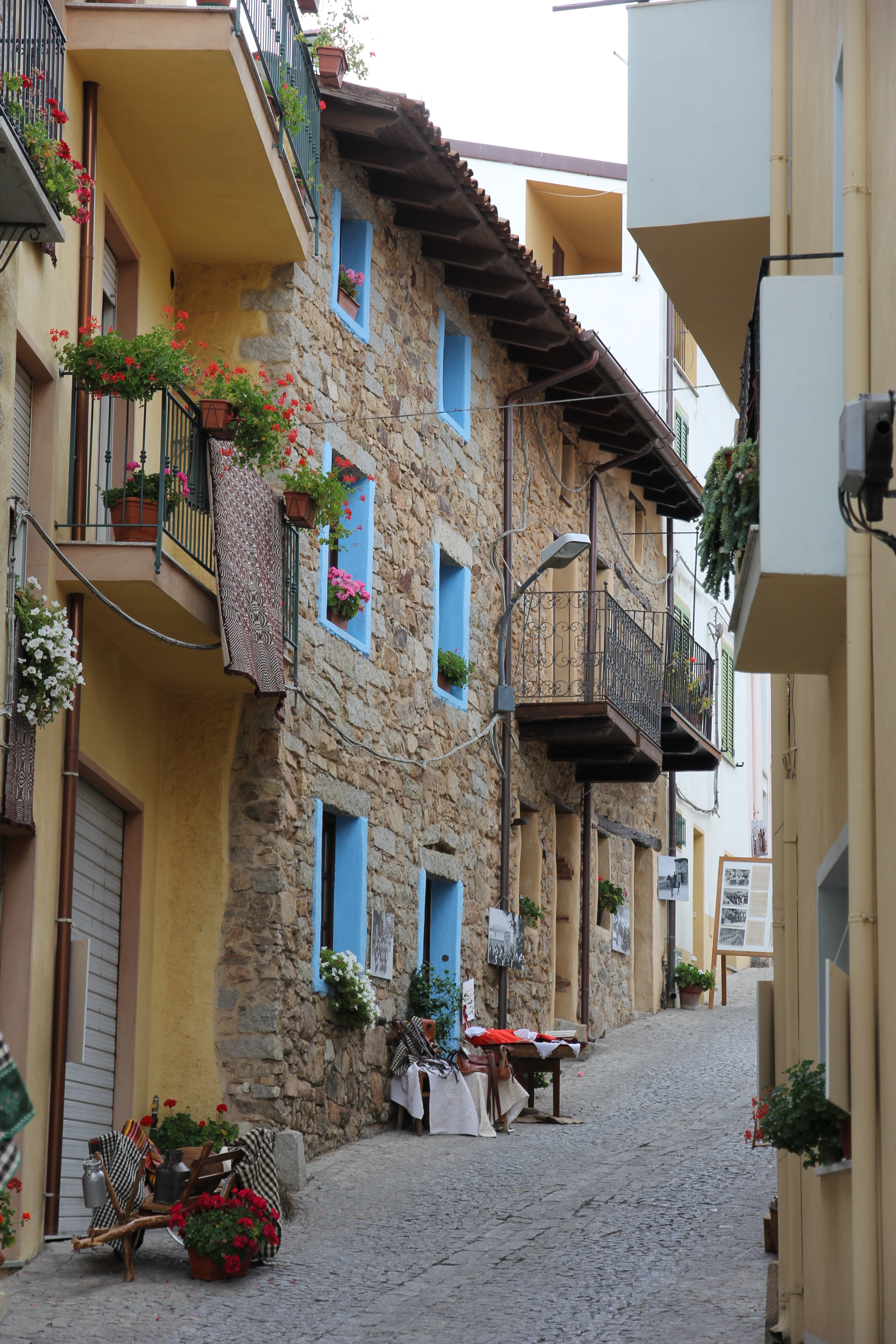
폰니의 전통 화강암 석조 주택

## 교회
- 폰니의 순교자 성모 성지